# RAB7L1
RAB7L1‏ (RAB29, member RAS oncogene family) هوَ بروتين يُشَفر بواسطة جين RAB7L1 في الإنسان.